# トリポリ県
トリポリ県（トリポリけん、アラビア語: طرابلس、Tripoli ）は、リビアにある22県の一つ。人口は106万5405人（2006年国勢調査）。県都および最大の都市は、リビアの首都でもあるトリポリである。

## 隣接県
東でムルクブ県と、南でジャバル・アル・ガルビ県と、南西でジファーラ県と、西でザーウィヤ県に隣接する。